# Хорна Краљова
Хорна Краљова (слч. Horná Kráľová, мађ. Királyi) насељено је мјесто са административним статусом сеоске општине (слч. obec) у округу Шаља, у Њитранском крају, Словачка Република.

## Становништво
| Година:    | 1994. | 2004.   | 2014.   | 2024.   |
| ---------- | ----- | ------- | ------- | ------- |
| Број људи: | 1961  | 1853    | 1905    | 1871    |
| Разлика:   |       | -5,50 % | +2,80 % | -1,78 % |

| Година:    | 2023. | 2024.   |
| ---------- | ----- | ------- |
| Број људи: | 1876  | 1871    |
| Разлика:   |       | -0,26 % |

Према подацима о броју становника из 2011. године насеље је имало 1.891 становника.